# Four Wheel Drive Wagon Company
Four Wheel Drive Wagon Company war ein US-amerikanischer Hersteller von Automobilen.

## Unternehmensgeschichte
H. Theodore Hanson, Charles B. Perry und Lyman G. Wheeler waren Geschäftsleute aus Milwaukee in Wisconsin. Sie gründeten 1903 ihr Unternehmen in der gleichen Stadt. Sie kauften im November 1903 die Patente der Cotta Automobile Company. 1904 begann die Produktion von Automobilen. Der Markenname lautete Four Wheel Drive. Anfang 1906 wurde eine Erweiterung des Werks angekündigt. Ende 1906 kam die Produktion zum Erliegen. Anfang 1907 folgte der Bankrott.
Es gab keine Verbindung zur Four Wheel Drive Automobile Company.

## Fahrzeuge
Im Angebot standen Personenkraftwagen, Lieferwagen und Lastkraftwagen, wobei der Schwerpunkt auf den Nutzfahrzeugen lag.
Die Pkw hatten einen Vierzylindermotor von der Rutenber Motor Company mit 40 PS Leistung. Das Fahrgestell hatte 335 cm Radstand. Die Fahrzeuge waren als offene Tourenwagen karosseriert.